# Gnamptogenys niuguinense
Gnamptogenys niuguinense é uma espécie de formiga do gênero Gnamptogenys.